# Carex brongniartii
Carex brongniartii är en halvgräsart som beskrevs av Carl Sigismund Kunth. Carex brongniartii ingår i släktet starrar, och familjen halvgräs. Inga underarter finns listade i Catalogue of Life.